# Sultan Kayhan
Sultan Kayhan, född 14 mars 1988 i Österhaninge församling i Stockholms län, är en svensk politiker (socialdemokrat), som var ordinarie riksdagsledamot mellan 2020 och 2022 för Stockholms kommuns valkrets.
I riksdagen var hon ledamot i skatteutskottet (2020–2022). Kayhan mottog kritik efter att ha besökt en middag i Rinkeby tillsammans med företrädare för den ultranationalistiska turkiska organisationen Grå vargarna.